# Sam's Town
Sam's Town är den amerikanska rockgruppen The Killers andra album som släpptes i oktober 2006.
Albumet nådde andraplatsen på albumlistan i USA och förstaplatsen i Storbritannien. Låtarna "When You Were Young", "Bones" och "Read My Mind" har även släppts som singlar.
Titeln på albumet är tagen från Sam's Town Hotel and Gambling Hall, ett hotell och casino i bandets hemstad, Las Vegas.

## Låtlista
1. "Sam's Town" (Brandon Flowers) - 4:06
2. "Enterlude" (Flowers) - 0:50
3. "When You Were Young" (Flowers, Dave Keuning, Mark Stoermer, Ronnie Vannucci) - 3:40
4. "Bling (Confession of a King)" (Flowers, Stoermer) - 4:08
5. "For Reasons Unknown" (Flowers) - 3:32
6. "Read My Mind" (Flowers, Keuning, Stoermer) - 4:07
7. "Uncle Jonny" (Flowers, Keuning, Stoermer) - 4:26
8. "Bones" (Flowers, Keuning, Stoermer, Vannucci) - 3:47
9. "My List" (Flowers) - 4:08
10. "This River Is Wild" (Flowers, Stoermer) - 4:38
11. "Why Do I Keep Counting?" (Flowers) - 4:24
12. "Exitlude" (Flowers) - 2:27